# Krasewice-Jagiełki
Krasewice-Jagiełki – wieś w Polsce położona w województwie podlaskim, w powiecie siemiatyckim, w gminie Siemiatycze. 
Wieś jest częścią składową sołectwa Krasewicze.
W latach 1975–1998 miejscowość administracyjnie należała do województwa białostockiego.
Wierni kościoła rzymskokatolickiego należą do parafii Podwyższenia Krzyża Świętego w Czartajewie.